# Xinuos
Xinuos（ジヌオーエス）とは、2009年創立のアメリカのソフトウェア会社であり、オペレーティングシステムソフトウェアの作成と販売を行っている。当初の社名はUnXisであったが、2013年に現在の社名となった。本社の所在地はカリフォルニア州のカリフォルニア州バークレーにある。

## 歴史
2011年4月に、後に倒産することとなるSCOグループの営業資産が競売に掛けられ、Stephen L. Norrisと中東のプライベート・エクイティグループにより$600,000で買収された際にUnXisが創設された。同社はSCOグループの旗艦オペレーティングシステム製品であるOpenServerとUnixWareの製品名、所有権、そして保守を引き継いだ。
SCOグループの対IBMおよび対ノベルへの訴訟の権利はUnXisには移らず、後にSCOグループは社名をTSG Groupへと改名した。後にXinuosとなるUnXisは、2011年と2013年に、その訴訟において継続中の局面には一切関与していないことを明言した。
当初UnXisの本社はネバダにあり、CEOはRichard Bolandzであった。2013年6月に社名をXinuosに改名した。それまでの社長はSean Snyderであった。会社施設はカリフォルニア州のカリフォルニア州バークレー、ニュージャージー州のフローラムパーク、ドイツのバート・ホムブルク、そして日本の東京に存在する。
2015年6月にXinuosは、FreeBSDオペレーティングシステムをベースとしたOpenServer 10を公表した。同時に、Xinuosは古いオペレーティングシステム製品を使っている既存の顧客に対してマイグレーションパスを紹介した。2015年12月にXinuosは、OpenServer 5、OpenServer 6、およびUnixWare 7のそれぞれに対して、OpenServer 10との上位互換性を持たせた "Definitive" バージョンをリリースした。
2021年、XinuosがSCOから引き継いだUNIX関連の権利に含まれる、1995/9/19以降のUnixWare 7 / OpenServer 5～6を不正に使って、Linuxが開発されたとの主張を開始したと報道された。

## 製品
Xinuosの主要な製品を以下に示す:
- OpenServer 10はFreeBSDベースのx86-64オペレーティングシステムであり、2015年6月に公表され[13][14]2016年1月にリリースされた[15]。他のXinuosオペレーティングシステムのDefinitiveバージョンはOpenServer 10との上位互換性があることを意味している。
- OpenServer 6 Definitiveは、OpenServer 5との互換性を維持するための環境における、SVR5カーネルベースのIA-32 UNIXオペレーティングシステムである。
- OpenServer 5 Definitiveは、オリジナルがSanta Cruz Operationによって開発されたIA-32 UNIXオペレーティングシステムである。OpenServer 5はSCO UNIXの子孫であるが、SCO UNIXはXENIX (SVR3.2) の子孫である。
- UnixWare 7 Definitiveは、AT&T UNIX System Vを祖先に持つIA-32 UNIXオペレーティングシステムである。UnixWare 2.x以降はSVR4.2の直系子孫であり、オリジナルはUnix System Laboratories (USL)、Univel（英語版）、ノベルによって開発され、後にSanta Cruz Operationにも開発された。UnixWare 7はSVR5ベースで、UnixWare 2とOpenServer 5とを組み合わせたUNIXオペレーティングシステムとして販売された。UnixWare 7.1.2はOpenUNIXというブランドとなったが、後に名前とバージョン番号のナンバリングが元に戻され、UnixWare 7.1.xというブランドになった。